# North Texas Film Critics Association Awards 2016
Na 13. ročníku předávání cen asociace North Texas Film Critics Association se předalo ocenění v těchto kategoriích.

## Vítězové a nominovaní

### Nejlepší film
1. La La Land
2. Místo u moře
3. Moonlight
4. Hacksaw Ridge: Zrození hrdiny
5. Loving
6. Příchozí
7. Tohle je náš svět
8. Noční zvířata
9. Jackie
10. Zrození národa

### Nejlepší režisér
1. Damien Chazelle – La La Land
2. Barry Jenkins – Moonlight
3. Mel Gibson – Hacksaw Ridge: Zrození hrdiny
4. Denis Villeneuve – Příchozí
5. Kenneth Lonegran – Místo u moře

### Nejlepší herec v hlavní roli
1. Casey Affleck – Místo u moře
2. Ryan Gosling – La La Land
3. Denzel Washington – Ploty
4. Andrew Garfield – Hacksaw Ridge: Zrození hrdiny
5. Don Cheadle – Miles Ahead

### Nejlepší herečka v hlavní roli
1. Natalie Portman – Jackie
2. Emma Stoneová – La La Land
3. Amy Adams – Příchozí
4. Emily Bluntová – Dívka ve vlaku
5. Ruth Negga – Loving

### Nejlepší herec ve vedlejší roli
1. Michael Shannon – Noční zvířata
2. Mahershala Ali – Moonlight
3. Dev Patel – Lion
4. Jeff Bridges – Za každou cenu
5. Lucas Hedges – Místo u moře

### Nejlepší herečka ve vedlejší roli
1. Michelle Williamsová – Místo u moře
2. Viola Davis – Ploty
3. Naomie Harris – Moonlight
4. Janelle Monáe – Skrytá čísla
5. Octavia Spencer – Skrytá čísla

### Nejlepší dokument
1. Gleason
2. 13th
3. Věž
4. Malá sokolnice
5. Winer

### Nejlepší cizojazyčný film
1. Elle
2. Komorná
3. Hon na pačlověky
4. Klient a Toni Erdmann (remíza)

### Nejlepší animovaný film
1. Zootropolis: Město zvířat
2. Kubo a kouzelný meč
3. Zpívej

### Nejlepší kamera
1. Linus Sandgren – La La Land
2. James Laxton – Moonlight
3. Bradford Young – Příchozí a Simon Duggan – Hacksaw Ridge: Zrození hrdiny (remíza)
4. Stéphane Fontaine – Jackie